# قائمة أفلام ومسلسلات الرسوم المتحركة
هذه قوائم المسلسلات والأفلام الكرتونية الناطقة بالعربية:
- قائمة المسلسلات المدبلجة للعربية.
- قائمة الأفلام المدبلجة للعربية.
- قائمة المسلسلات والأفلام المنتجة عربياً.